# Grupul PSA
PSA Peugeot Citroën este al doilea producător european de autovehicule, după Volkswagen, reunind brandurile Peugeot, Citroën, Opel și Vauxhall.
În anul 2007, grupul a vândut 3.233.000 autovehicule în întreaga lume.
Grupul și-a închis fabrica din Marea Britanie în anul 2007.
În luna iunie 2008, Peugeot Citroën va demara construcția unei uzine în Kaluga, la 180 km sud-vest de Moscova, investiție ce se ridică la 300-350 milioane Euro.
Număr de angajați în 2007: 207.850 (211,750 în 2006).
Rezultate financiare (miliarde Euro):
| An               | 2008  | 2007 | 2006 | 2005 | 2004 | 2003 | 2002 | 2001 | 2000 |
| ---------------- | ----- | ---- | ---- | ---- | ---- | ---- | ---- | ---- | ---- |
| Cifra de afaceri | 54,3  | 60,6 | 56,5 | 56,3 | 56,1 | 54,2 | 54,4 | 51,6 | 44,2 |
| Venit net        | -0,34 | 0,88 | 0,17 | 1,0  | 1,6  | 1,5  | 1,7  | 1,7  | 1,3  |